# Політична система Республіки Сербської
Під політичною системою Республіки Сербської розуміють сукупність політичних інституцій і процесів прийняття політичних рішень. Політична система Республіки Сербської будується на принципах парламентської демократії.

## Правова основа
Республіка Сербська — державне утворення на території колишньої Югославської Соціалістичної Республіки Боснія і Герцеговина, утворене в результаті Дейтонських угод. Де-юре це утворення входить до складу Боснії і Герцеговини і повноваження влади обмежені Верховним представником щодо Боснії і Герцеговини (з 2009 року цю посаду обіймає Валентин Інцко). Проте де-факто воно має атрибути державної влади і суверенітету. За формою правління Республіка Сербська є парламентською республікою, глава держави — президент, який обирається всенародним голосуванням. Згідно з Конституцією влада поділяється на законодавчу, виконавчу і судову.

## Конституція
Конституція Республіки Сербської — головний закон і правовий акт в системі правових актів Республіки. Конституція регулює взаємовідносини в суспільстві, організацію і повноваження республіканських органів влади. Складається з 12 розділів і 140 статей.
Перша Конституція була прийнята 28 лютого 1992 року. Тоді вона називалася Конституція Сербської Республіки Боснії і Герцеговини. З моменту прийняття Конституція неодноразово змінювалася і доповнювалася.

## Президент

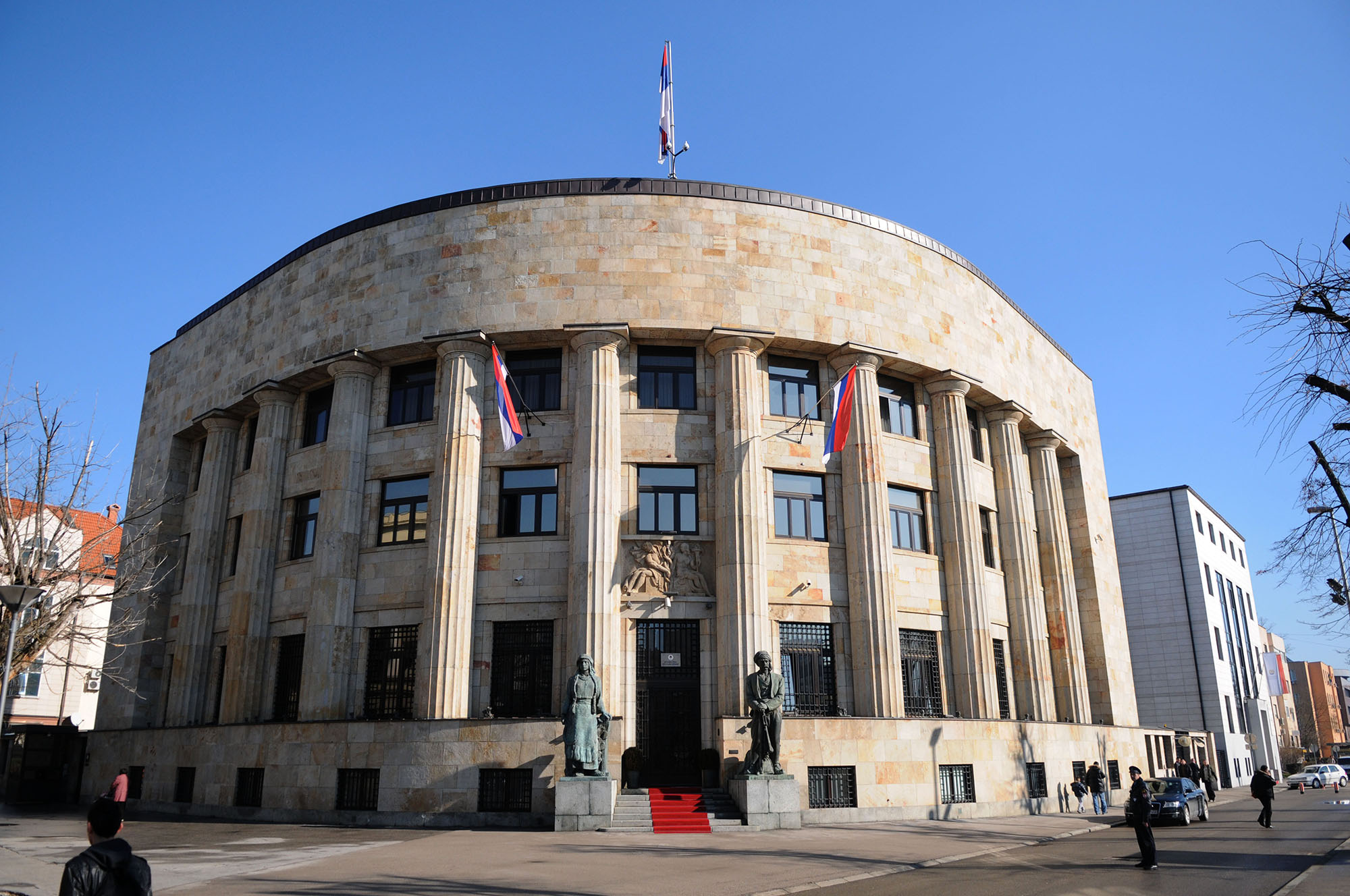
Резиденція Президента Респуліки Сербської

Президент Республіки Сербської — глава держави. Він представляє Республіку Сербську, пропонує парламенту кандидатів у прем'єр-міністри, може відправити у відставку голову уряду, відповідно до Конституції також вирішує питання оборони, безпеки і зовнішньої політики.
Президент обирається на чотири роки разом з двома віце-президентами і може займати цю посаду не більше двох термінів поспіль. Президент і віце-президенти повинні представляти всі три народи Республіки (босняків, хорватів і сербів), які визначені Конституцією. 12 жовтня 2014 року президентом було обрано Мілорада Додіка.
Президенти Республіки Сербської
| №    | Ім'я             | Роки      |
| ---- | ---------------- | --------- |
| 1    | Радован Караджич | 1992-1996 |
| 2    | Біляна Плавшич   | 1996—1998 |
| 3    | Нікола Поплашен  | 1998—2000 |
| 4    | Мірко Шарович    | 2000—2002 |
| 5    | Драган Чавич     | 2002—2006 |
| 6    | Мілан Єлич       | 2006—2007 |
| в.о. | Ігор Радойчич    | 2007      |
| 7    | Райко Кузманович | 2007—2010 |
| 8    | Мілорад Додік    | з 2010    |

## Законодавча влада

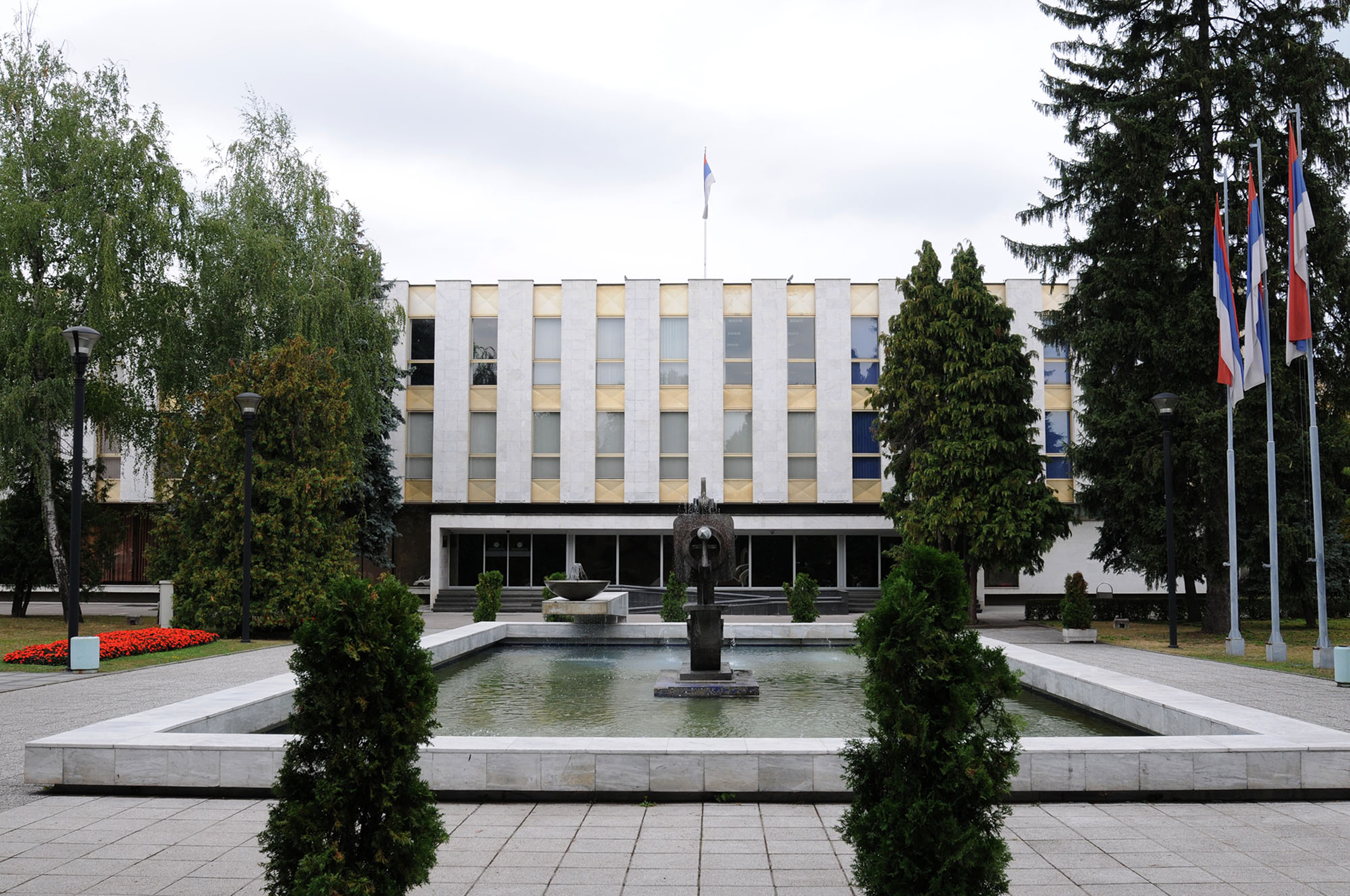
Будинок парламенту Республіки Сербської — Національної скупщини

Вищим законодавчим органом влади в Республіці Сербській є Національна скупщина Республіки Сербської.
Скупщина складається з 83 депутатів, а парламентську більшість (коаліцію) складають депутати від Союзу незалежних соціал-демократів, Демократичного національного альянсу і Соціалістичної партії. Спікером скупщини є Неділько Чубрилович.
Національна скупщина була заснована 24 жовтня 1991 року як Скупщина сербського народу в Боснії і Герцеговині. Після закінчення війни і підписання Дейтонських угод Національна скупщина взяла на себе відповідальність за проведення необхідних реформ і перебудову Республіки.
До 2002 року депутати скупщини обиралися терміном на два роки. Після 2002 року, відповідно після внесених змін до законодавства, термін збільшився до чотирьох років.
У результаті парламентських виборів 2014 року до скупщини Республіки Сербської пройшли наступні політичні партії:
| Партія                                     | Голоси (%)      | Місць |
| ------------------------------------------ | --------------- | ----- |
| Союз незалежних соціал-демократів          | 213.665 (32,28) | 29    |
| Сербська демократична партія               | 173.824 (26,26) | 24    |
| Демократичний національний альянс          | 61.016 (9,22)   | 8     |
| Партія демократичного прогресу             | 48.845 (7,38)   | 7     |
| Національна коаліція                       | 34.583 (5,22)   | 5     |
| Національний демократичний рух             | 33.977 (5,13)   | 5     |
| Соціалістична партія (Республіка Сербська) | 33.695 (5,09)   | 5     |
| Безпартійні                                | 19 297 (3,05 %) | 3     |

## Виконавча влада
Найвищим органом виконавчої влади є Уряд Республіки Сербської. Згідно з Конституцією, 8 міністрів повинні бути сербами, 5 — босняками, 3 — хорватами. Прем'єр-міністр Республіки Сербської може також призначити одного міністра з представників інших національностей. Голова Уряду і два віце-прем'єра повинні представляти всі три народи, визначені Конституцією. Уряд складається з прем'єр-міністра, віце-прем'єрів і шістнадцяти міністрів, які обирають згідно національною квотою. Міністрів обирає Національна скупщина.
Повноваження Уряду закріплені за Конституцією і низкою законів. Чинним прем'єр-міністром Республіки Сербської з 2013-го року є Желька Цвиянович.

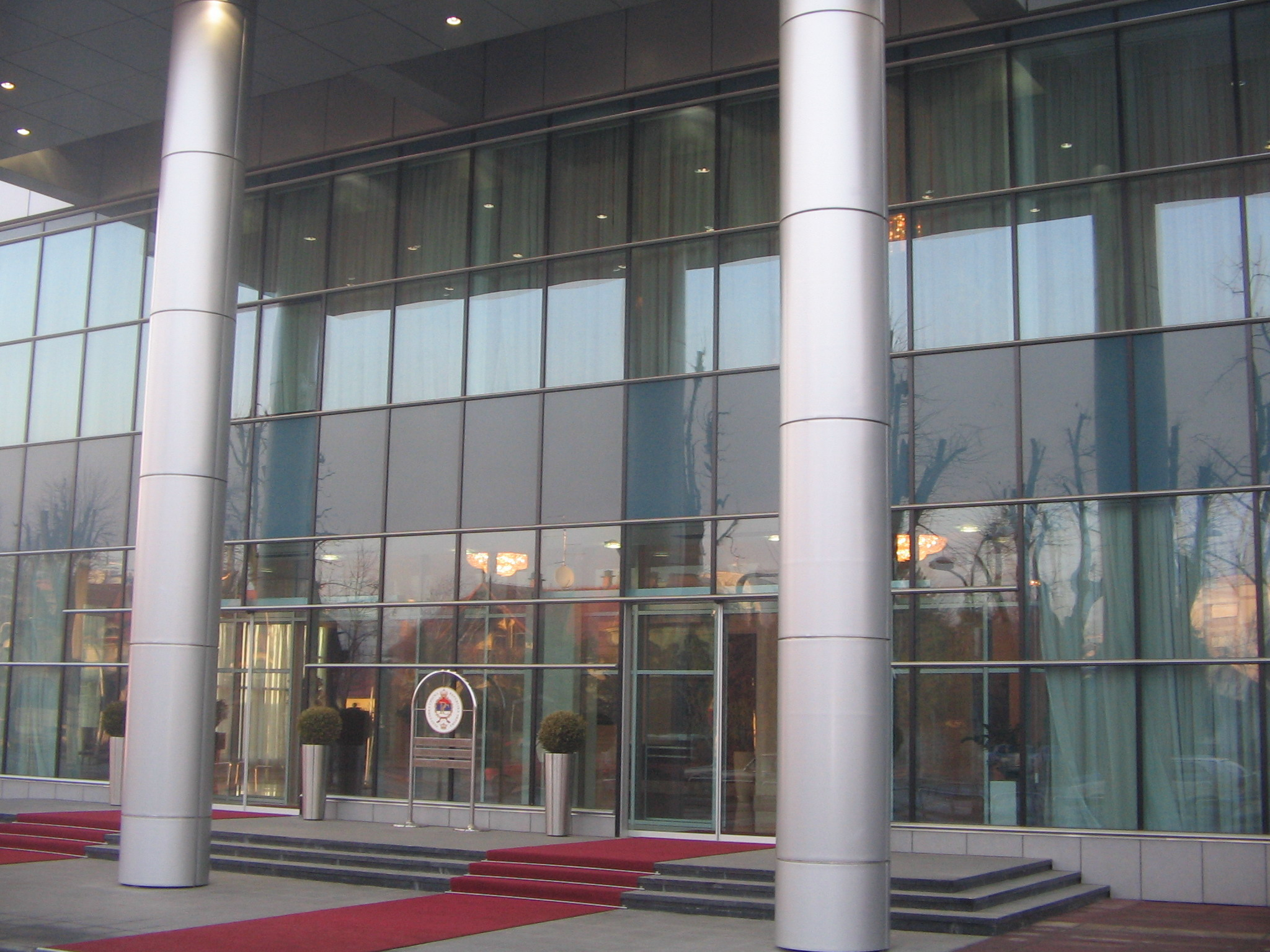
Вхід до Будинку Уряду Республіки Сербської

Прем'єр-міністри Республіки Сербської
| №  | Ім'я              | Роки      |
| -- | ----------------- | --------- |
| 1  | Бранко Джерич     | 1992-1993 |
| 2  | Владімір Лукич    | 1993-1993 |
| 3  | Душан Козич       | 1994-1995 |
| 4  | Райко Касагич     | 1995:1996 |
| 5  | Гойко Кликович    | 1996-1998 |
| 6  | Мілорад Додік     | 1998-2001 |
| 7  | Младен Іванич     | 2001-2003 |
| 8  | Драган Мікеревич  | 2003-2005 |
| 9  | Перо Букейлович   | 2005-2006 |
| 10 | Мілорад Додік     | 2006-2010 |
| 11 | Александр Джомбич | 2010-2013 |
| 12 | Желька Цвиянович  | з 2013    |

## Судова влада
Виходячи з того, що де-факто Республіка Сербська входить до складу Боснії і Герцеговини, судова система є спільною. Конституційний суд Боснії і Герцеговини складається з 9 членів: 4 з них обираються Палатою представників Боснії і Герцеговини, 3 призначаються головою Європейського суду з прав людини, а 2 обираються Національною скупщиною Республіки Сербської. Конституційний суд розглядає звернення щодо встановлення конституційності законів як Палати представників Боснії і Герцеговини, так і Національної скупщини Республіки Сербської. Муніципальні суди розподілені таким чином: 10 муніципальних судів знаходяться в Боснії і Герцеговині, а 5 мініципальних судів в Республіці Сербській.